# 妙木忍
妙木忍（みょうき しのぶ、女性、1977年 - ）は、日本の社会学者、東北大学准教授。博士（社会学）。専門はジェンダー研究と観光研究。

## 来歴
高知県生まれ。高知大学教育学部英語専攻卒業。京都大学大学院人間・環境学研究科社会文化研究専攻修士課程修了。東京大学大学院人文社会系研究科社会文化研究専攻社会学専門分野修士課程・博士課程修了。2009年「ライフコースの多様化が生み出す女性間の対立と葛藤 戦後「主婦論争」を通して」で博士（社会学）。2006年度北海道大学観光学高等研究センター学術研究員。2009年東京外国語大学アジア・アフリカ言語文化研究所ジュニア・フェロー、2011年東京大学医学部附属病院手術部技術補佐員、2012年北海道大学創成研究機構URAステーション特任助教、2013年北海道大学文学研究科応用倫理研究教育センター助教、2014年北海道大学国際本部留学生センター特任助教。2016年東北大学国際文化研究科地域文化研究系国際日本研究講座准教授。

## 著書
- 『女性同士の争いはなぜ起こるのか　主婦論争の誕生と終焉』青土社、2009
- 『秘宝館という文化装置』青弓社、2014

## 参考
- [ISBN 978-4-7872-3373-8]
- J-GLOBAL